# Kirkjubæjarklaustur
Kirkjubæjarklaustur (AFI: [ˈcʰɪrcʏpajarkløystʏr]) es un pueblo de unos 160 habitantes y solamente por un paseo de casi 100 m, situada en el sur de Islandia, en la carretera No. 1 en el país, Hringvegur. Es uno de los pocos lugares habitados de considerable tamaño entre las ciudades de Vík í Mýrdal y Höfn, ofreciendo, entre otras cosas, las estaciones de gasolina, un banco, una oficina de correos y un supermercado. Esto hace que sea una parada casi obligatoria para cualquier persona que está pasando.

## Historia
Otra cosa que atrae a muchos turistas a la ciudad es su interesante historia - se dice que incluso antes de los primeros asentamientos de las ciudades, en Islandia, monjes irlandeses que ya viven allí. Desde 1186 , un convento de monjas benedictinas vivían en la ciudad, y sobrevivió hasta alrededor de 1550 , hasta la Reforma protestante. 
Este convento llamado la cascada Systrafoss (literalmente, las hermanas cascada ) y el lago Systravatn. También hay un Systrastap (hermanas Roca), que es donde las dos hermanas del convento fueron enterradas después de ser acusadas de herejía y quemadas. Se encuentran en el curso del río Skaftá.
El pueblo se hizo famoso por toda Islandia en 1783 gracias al volcán Lakagígar. Según la leyenda local, el pastor de la iglesia, Jón Steingrimsson, dio un sermón que fue conocido como el "Sermón del Fuego", que detuvo el curso de la lava en el último minuto. 
Está erupción expulsó unos 14 kilómetros cúbicos de lava basáltica y nubes tóxicas que acabaron con uno de cada cinco islandeses y más del 50 % del ganado. La iglesia actual fue construida en honor a Steingrimsson.

## Lugares turísticos

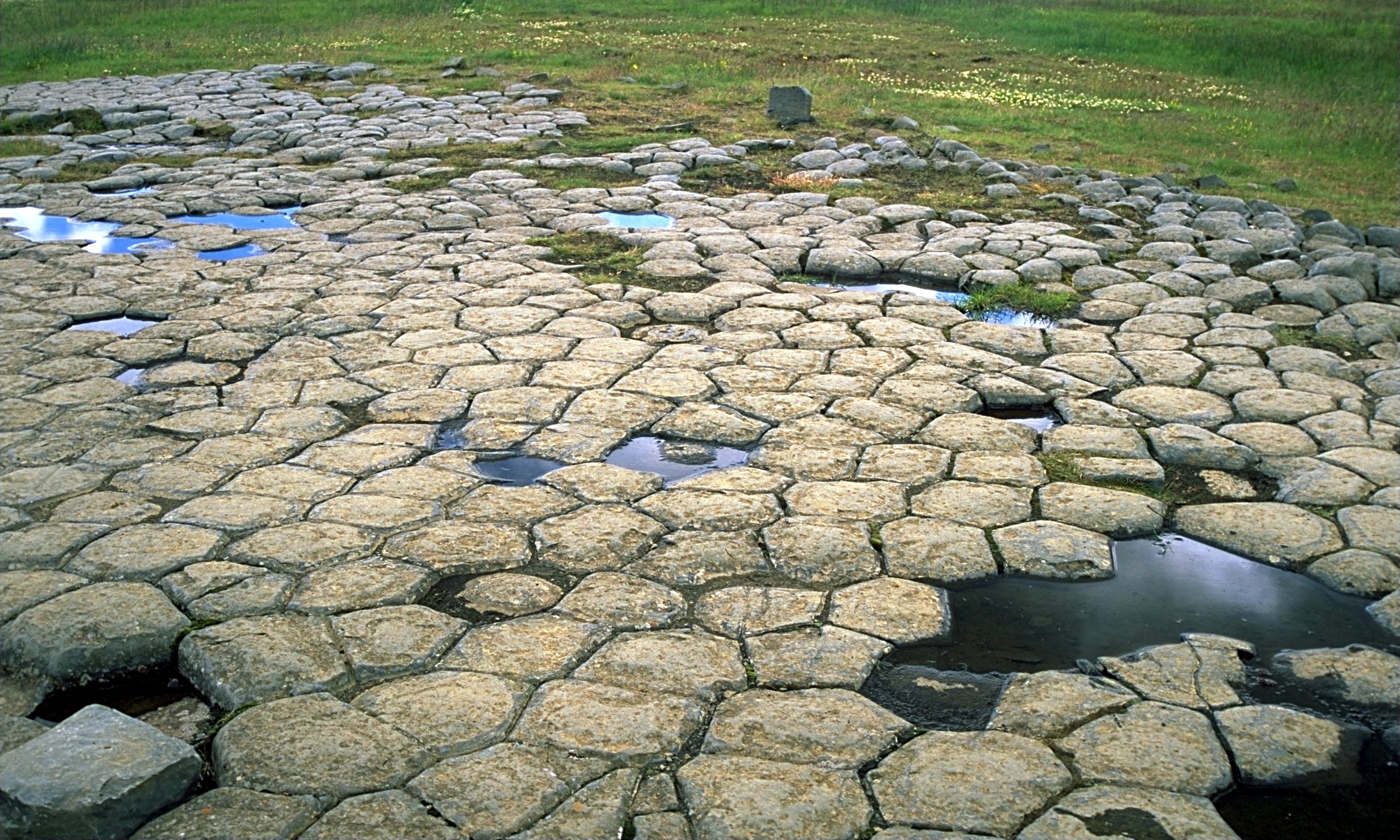
Kirkjugólf

Además de su interés histórico, la ciudad tiene muchos atractivos turísticos naturales. Uno de ellos es el Kirkjugólf (literalmente suelo de la iglesia), una formación de basalto cerca de la ciudad, que como su nombre indica, se asemeja a la planta de una iglesia. 
Además, hay Eldgjá (un cañón de origen volcánico) y el Parque nacional de Skaftafell, el segundo de Islandia.